# Efficienza (statistica)
In statistica, l'efficienza è una misura di desiderabilità di uno stimatore. L'efficienza di una statistica corretta {\displaystyle \ T} per un parametro {\displaystyle \ \vartheta } è definita come:
{\displaystyle \ e(T)={\frac {1/{\mathcal {I}}(\vartheta )}{{\textrm {var}}(T)}}}
dove {\displaystyle \ {\mathcal {I}}(\vartheta )} è l'informazione di Fisher del campione; {\displaystyle \ e(T)} è uguale al rapporto tra la minima varianza possibile per uno stimatore di {\displaystyle \ \vartheta } e la sua varianza effettiva. La disuguaglianza di Cramér-Rao implica che {\displaystyle \ e(T)\leq 1}.

## Stimatore efficiente
Se uno stimatore di un parametro {\displaystyle \vartheta \in \Theta } è tale che {\displaystyle \ e(T)=1} per tutti i possibili valori del parametro, lo stimatore si dice efficiente (in senso assoluto). In termini equivalenti, uno stimatore è detto efficiente (in senso assoluto) se la sua varianza raggiunge il limite inferiore di Cramér-Rao {\displaystyle \ \forall \ \vartheta \in \Theta }.
Se uno stimatore efficiente (in senso assoluto) è anche corretto, esso è uno stimatore MVUE, o stimatore corretto di varianza minima (dall'inglese Minimum Variance Unbiased Estimator). Questo perché, chiaramente, nessuno stimatore corretto alternativo potrà essere caratterizzato da una varianza minore. È interessante osservare che, per contro, uno stimatore corretto di varianza minima (MVUE) non è necessariamente efficiente in senso assoluto: potrebbe infatti esistere uno stimatore distorto la cui varianza raggiunge il limite inferiore di Cramér-Rao.

## Efficienza asintotica
Alcuni stimatori conseguono l'efficienza in senso assoluto soltanto asintoticamente, ossia se la dimensione del campione di cui sono funzione tende all'infinito. Si parla in tal caso di stimatori asintoticamente efficienti. Questo è il caso, ad esempio, degli stimatori di massima verosimiglianza.

## Esempi
Si consideri un campione di dimensione {\displaystyle \ n} estratto da una popolazione normale con valore atteso {\displaystyle \ \mu } e varianza unitaria (ossia, {\displaystyle x_{i}\sim {\mathcal {N}}(\mu ,1),\ i=1,\ldots ,n}).
La media campionaria {\displaystyle {\overline {x}}} del campione {\displaystyle x_{1},x_{2},\ldots ,x_{i}}, definita come:
{\displaystyle {\overline {x}}={\frac {1}{n}}\sum _{i=1}^{n}x_{i}}
ha varianza pari a {\displaystyle \ {\frac {1}{n}}}. Questo valore è uguale al reciproco dell'informazione di Fisher del campione, e dunque, per la disuguaglianza di Cramér-Rao, la media campionaria è uno stimatore efficiente in senso assoluto.
Si consideri ora la mediana campionaria; essa è uno stimatore distorto, ma consistente per {\displaystyle \ \mu }. In particolare, per {\displaystyle \ n\rightarrow \infty } la mediana campionaria ha distribuzione approssimativamente normale, con valore atteso {\displaystyle \ \mu } e varianza {\displaystyle \ {\frac {\pi }{2n}}}. La sua efficienza è dunque all'incirca 0.64. Si osservi inoltre che questa è una misura dell'efficienza asintotica; in campioni ridotti (valori finiti di {\displaystyle \ n}) l'efficienza è in effetti maggiore (ad esempio, per {\displaystyle \ n=3} si ha un'efficienza di circa 0.74). Si osservi inoltre che in certe applicazioni la mediana è preferita alla media, sulla base che la sua maggiore robustezza (minore sensibilità alla presenza di valori anomali nel campione) compenserebbe la minore efficienza.

## Efficienza relativa
Si considerino due statistiche campionarie, {\displaystyle \ T_{1}} e {\displaystyle \ T_{2}}, stimatori per il parametro {\displaystyle \ \vartheta }; il senso comune suggerisce che {\displaystyle \ T_{1}} è «più efficiente» di {\displaystyle \ T_{2}} se:
1. il suo errore quadratico medio (o MSE, dall'inglese Mean Squared Error) non eccede quello di {\displaystyle \ T_{2}} per ogni possibile valore assunto da {\displaystyle \ \vartheta \in \Theta };
2. lo MSE è minore per almeno un valore di {\displaystyle \ \vartheta \in \Theta }.

Formalmente, 
{\displaystyle \mathrm {E} \left[(T_{1}-\vartheta )^{2}\right]\leq \mathrm {E} \left[(T_{2}-\vartheta )^{2}\right]}
{\displaystyle \ \forall \ \vartheta \in \Theta }, ed {\displaystyle \ \exists \ \vartheta _{0}\in \Theta } tale che valga la disuguaglianza stretta.
L'efficienza relativa di {\displaystyle \ T_{1}} rispetto a {\displaystyle \ T_{2}} è allora definita da:
{\displaystyle e(T_{1},T_{2},\vartheta )={\frac {\mathrm {E} \left[(T_{1}-\vartheta )^{2}\right]}{\mathrm {E} \left[(T_{2}-\vartheta )^{2}\right]}}}
Sebbene {\displaystyle e(\cdot )} sia in generale una funzione di {\displaystyle \vartheta }, spesso ciò non è verificato; in tal caso, un valore di {\displaystyle e(\cdot )} minore di 1 indicherebbe che lo stimatore {\displaystyle \ T_{1}} è preferibile (più efficiente), a prescindere dal vero valore di {\displaystyle \ \vartheta }.